# エカテリーナ・アントロポワ
エカテリーナ・アントロポワ（Ekaterina Antropova、2003年3月19日 - ）は、アイスランド出身でイタリア国籍の女子バレーボール選手。イタリア代表。

## 来歴

### クラブチーム
アイスランドのアークレイリでロシア人の両親のもとで生まれた。その後、家族はロシアに戻りサンクトペテルブルクに定住し、幼少期から青年初期を過ごした。17歳のときにイタリアへ移住し、イタリアセリエA2のVolley Academy Sassuoloへ入団。2021/22シーズンからはサヴィーノ・デルベーネ・スカンディッチへ移籍し。レギュラーで出場する機会が増えた2022/23シーズンのリーグ3位となり、自身はベストサーバー部門でトップの活躍をみせた。

### 代表チーム
2023年、イタリア国籍を取得し、同年9月の欧州選手権でデビューし、パリ五輪予選に出場した。2024年、ネーションズリーグで金メダルを獲得した。同年8月、パリ五輪本大会では金メダルを獲得した。

## 球歴
- オリンピック - 2024年
- 欧州選手権 - 2023年
- ネーションズリーグ - 2024年

## 受賞歴
- 2022年 - CEV Challenge Cup 2021/22  MVP
- 2023年 - 2022/23イタリアセリエA1  ベストサーバー賞

## 所属クラブ
- Volley Academy Sassuolo（2020-2021年）
- サヴィーノ・デルベーネ・スカンディッチ（2021-）